# Babu Ram Ishara
Babu Ram Ishara, eigentlich Roshanlal Sharma (* 7. September 1934 in Una, Himachal Pradesh; † 25. Juli 2012 in Mumbai, Maharashtra) war ein indischer Filmregisseur und Drehbuchautor.

## Leben
Babu Ram Ishara wurde als Roshanlal Sharma im Distrikt Una im heutigen Bundesstaat Himachal Pradesh geboren. Im Alter von 16 Jahren ging er nach Bombay, um sich im Filmgeschäft seinen Lebensunterhalt zu verdienen. Ende der 1960er Jahre war er unter dem Pseudonym Babu Ram Ishara als Drehbuchautor für Filme von Dulal Guha, B. K. Adarsh und anderen tätig. Als Filmregisseur lotete Ishara im Zuge des New Indian Cinema Anfang der 1970er Jahre die Grenzen des öffentlich Zeigbaren aus. Insbesondere seine Filme Chetna (1970) und Charitra (1973) fachten bei der indischen Zensurbehörde Diskussionen über die Grenzen von Nacktheit und künstlerischer Freiheit an, die schließlich 1979 zur Ergänzung der Zensurrichtlinien um einen Passus zur Löschung von Szenen führte, die Trinkerei, Vulgarität, Obszönität und Lasterhaftigkeit verherrlichen oder rechtfertigen. Ihre Hauptrolle in Charitra war das Filmdebüt von Parveen Babi, die in dem Film neben dem Cricketspieler Salim Durani spielte.
Von 1984 bis zu seinem Tod war Ishara mit der Schauspielerin Rehana Sultan verheiratet, die die Hauptrolle der Prostituierten in Chetna gespielt hatte. Er starb im Juhu Criticare Hospital an Tuberkulose.

## Filmografie
| - 1969: Insaaf Ka Mandir - 1970: Gunah Aur Kanoon - 1970: Chetna - 1971: Man Tera Tan Mera - 1972: Ek Nazar - 1972: Maan Jaiye - 1972: Milap - 1972: Zaroorat - 1973: Charitra - 1973: Dil Ki Raahein - 1973: Ek Nao Do Kinare - 1973: Hathi Ke Daant - 1973: Nai Duniya Naye Log - 1974: Bazar Band Karo - 1974: Dawat - 1974: Prem Shastra - 1975: Kaagaz Ki Nao - 1978: Pal Do Pal Ka Saath | - 1978: Rahu Ketu - 1979: Ghar Ki Laaj - 1980: Jise Tu Kabool Karle - 1980: Kaaran - 1981: Khara Khota - 1982: Log Kya Kahenge - 1983: Jai Baba Amarnath - 1984: Hum Do Hamare Do - 1984: Aurat Ka Inteqam - 1985: Sautela Pati - 1986: Aurat - 1987: Besahara - 1987: Sila - 1988: Woh Phir Aayegi - 1994: Janam Se Pehle - 1995: Hukumnama - 1995: Kis Kaam Ke Yeh Rishte - 1996: Sautela Bhai |